# Betsy
Pour les articles homonymes, voir Betsy (homonymie).
Pour plus de détails, voir Fiche technique et Distribution.
Betsy (Hearts Divided) est un film américain, réalisé par Frank Borzage et sorti en 1936. Il est inspiré du mariage de Jérôme Bonaparte et Elizabeth Patterson.

## Synopsis
En 1803, Napoléon Bonaparte est en train de négocier avec les États-Unis la vente de la Louisiane. Il envoie son frère Jérôme en Amérique comme ambassadeur. Arrivant incognito aux courses de Baltimore, Jérôme rencontre Betsy Patterson, la fille de Charles Patterson, un des négociateurs. Toujours déguisé, il postule pour l'emploi de précepteur de français auprès d'elle, et ils tombent amoureux l'un de l'autre. Jérôme, toutefois, est limogé car il défend Napoléon trop vigoureusement.
Après que l'achat de la Louisiane est conclu, Jérôme retourne chez les Patterson mais cette fois-ci à découvert. Les Patterson sont embarrassés mais l'accueillent néanmoins. Quelque temps après, Betsy et Jérôme annoncent leurs fiançailles, au grand désespoir des conseillers de Jérôme, qui ont appris que Napoléon veut que Jérôme revienne en France pour épouser la Princesse de Wurtemberg, une alliance politique qui aiderait Napoléon dans la guerre qu'il mène contre l'Angleterre. Jérôme refuse et part pour la France avec Betsy, avec l'intention de se marier avec elle une fois débarqués, mais Napoléon rejoint le bateau et, en privé, demande à Betsy de quitter Jérôme pour le bien de la France. D'abord elle refuse mais finit par partir sans dire au revoir à Jérôme, en se résignant à une vie solitaire sans lui. Mais Jérôme ne peut pas vivre sans elle et repart pour l'Amérique.

## Fiche technique
- Titre : Betsy
- Titre original : Hearts Divided
- Réalisation : Frank Borzage
- Scénario : Laird Doyle, Casey Robinson, d'après la pièce Glorious Betsy de Rida Johnson Young
- Direction artistique : Robert Haas
- Costumes : Orry-Kelly
- Photographie : George J. Folsey
- Montage : William Holmes
- Musique : Leo F. Forbstein
- Production déléguée: Jack L. Warner, Hal B. Wallis
- Société de production : First National Productions Corporation
- Société de distribution :  Warner Bros. Pictures
- Pays d'origine :  États-Unis
- Langue : anglais
- Format : noir et blanc - 35 mm - 1,37:1 - Son mono
- Genre : drame historique
- Durée : 70 minutes
- Dates de sortie : 
  - États-Unis : 20 juin 1936 (sortie nationale)
  - France : 3 décembre 1937

## Distribution
- Marion Davies : Betsey Patterson
- Dick Powell : Jérôme Bonaparte
- Charles Ruggles : Henry
- Claude Rains : Napoléon Bonaparte
- Edward Everett Horton : John
- Arthur Treacher : Sir Harry
- Henry Stephenson : Charles Patterson
- Clara Blandick : tante Ellen
- John Larkin : Isham
- Walter Kingsford : Pichon
- Etienne Girardot : Du Fresne
- Halliwell Hobbes : Cambacérès
- George Irving : Thomas Jefferson
- Beulah Bondi : Mme Letizia
- Phillip Hurlic : Pippin